# T006
T006（てぃー ぜろぜろろく）は、東芝が開発・製造し、富士通東芝モバイルコミュニケーションズ（東芝ブランド、現・FCNT）によって発売された、auブランドを展開するKDDIおよび沖縄セルラー電話のCDMA 1X WIN（後のau 3G）対応音声用端末である。製造型番はTS006（てぃーえす ぜろぜろろく）。

## 概要
W65Tの実質的な後継機種である。端末形状は全く異なるが、機能的には既存のREGZA Phone T004（回転2軸折り畳み式）及びX-RAY（TSX06、折り畳み式）をベースとしている。本機種は20代〜30代の女性ユーザーをターゲットとしており、IPX5/IPX7等級の防水機能や下り9.2Mbps／上り5.5Mbpsの高速マルチキャリアデータ通信によるWIN HIGH SPEED（CDMA2000 1xEV-DO MC-Rev.A）、Wi-Fi WIN、EZアプリ（J）（オープンアプリプレイヤーから正常進化したJavaアプリ用プラットフォーム）などの多彩な機能に対応している。
本機種は旧・東芝モバイルコミュニケーション社が最後に単独で開発・製造したフィーチャーフォンでもある（製造時期によっては、製造元が富士通東芝モバイルコミュニケーションズとなっているものも存在する。）。そのため2011年夏モデルまでのTOSHIBAブランドのフィーチャーフォン（T007、およびT008が該当）に関しては富士通東芝名義での開発・製造となる。

## 歴史
- 2010年（平成22年）10月18日 - KDDI、および富士通東芝モバイルコミュニケーションズより公式発表。
- 2011年（平成23年）2月18日 - 全国にて一斉発売。
- 2011年6月 - auオンラインショップを除き全て販売終了。
- 2012年（平成24年）7月22日 - L800MHz（旧800Mhz帯・CDMA Bandclass 3／J-TACS）帯エリアによるサービスの停波によりそれ以降はN800MHz（新800MHz帯・CDMA Bandclass 0 Subclass 2）帯エリア、および2GHz（CDMA Bandclass 6）帯エリアの各サービスで利用する事となる。
- 2014年（平成26年）6月30日 - Wi-Fi WINのサービスが終了[3]。
- 2018年（平成30年）3月31日 - EZアプリ（B）の一部サービスの提供終了[4]。
- 2022年3月31日 - 同キャリアにおける3Gサービスの完全終了・停波により、当機種は全て使用不可となる[5][6]。

## 主な機能・サービス
- 開閉ロック
- 着信アシスト
- 電子辞書
- カチャブル
- フェイク着信
- すぐメモ
- 名刺リーダー
- ECOモード
- ボイスレコーダー
- ジャンプメール
- ブログアップ機能
- ハンドミラー機能
- メール感情イルミ
- 地デジ持ち出し
- テレビ電話
- FMトランスミッター

など
| 主な機能・対応サービス                                                                               | 主な機能・対応サービス                                           | 主な機能・対応サービス                                                           | 主な機能・対応サービス                                      |
| --- | ---------------------------------------------------------------- | -------------------------------------------------------------------------------- | ----------------------------------------------------------- |
| LISMO! (着うたフル) (着うたフルプラス) (LISMOビデオクリップ) (LISMO Video) (LISMO Book) (LISMO WAVE) | EZケータイアレンジ                                               | バーコードリーダー&メーカー                                                      | PCサイトビューアー                                          |
| au BOX                                                                                               | ワイヤレスミュージック (カーナビ×LISMO!対応)                     | au Smart Sports Run & Walk Karada Manager ゴルフ フイットネス カロリーカウンター | EZナビウォーク                                              |
| EZ助手席ナビ                                                                                         | 安心ナビ                                                         | 災害時ナビ                                                                       | ナカチェン                                                  |
| EZアプリ FullGame! Bluetooth対戦                                                                     | EZアプリ(J・B)                                                   | オープンアプリプレイヤー                                                         | PCドキュメントビューアー                                    |
| アレンジメニュー                                                                                     | au oneガジェット マルチプレイウィンドウ クイックアクセスメニュー | じぶん銀行アプリ                                                                 | EZ・FM                                                      |
| EZチャンネル EZチャンネルプラス EZニュースフラッシュ EZニュースEX                                    | Touch Message                                                    | EZFeliCa                                                                         | ケータイ de PCメール au oneメール                           |
| デコレーションメール                                                                                 | デコレーションアニメ                                             | 緊急地震速報                                                                     | 緊急通報位置通知                                            |
| EZテレビ（ワンセグ）                                                                                 | グローバルパスポート (CDMA)                                      | 赤外線通信 (IrDA)                                                                | WIN HIGH SPEED 無線LAN (Wi-Fi WIN) Bluetooth auフェムトセル |

## 注
1. ↑  2012年7月23日より利用不可
2. ↑  Class2以上を推奨
3. ↑  〈お知らせ〉 「Wi-Fi WIN」のサービス終了について - KDDI 2013年10月18日
4. ↑  3G ケータイ向けアプリサービス「EZアプリ」の配信、および一部サービスの終了について - KDDI 2016年4月28日。
5. ↑  auの3Gサービス「CDMA 1X WIN」が2022年3月末をもって終了　VoLTE非対応4G LTE端末も対象 - ITmedia 2018年11月16日
6. ↑  「CDMA 1X WIN」サービスの終了について - KDDI 2018年11月16日
7. ↑  Bluetoothに対応した2009年モデル以降の一部のトヨタ純正カーナビ（2009年モデルでの例・NHZA-W59G、NSDT-W59）が必要。
8. ↑  ただし2画面同時表示には非対応。